# Unserer Lieben Frau (Bronnen)

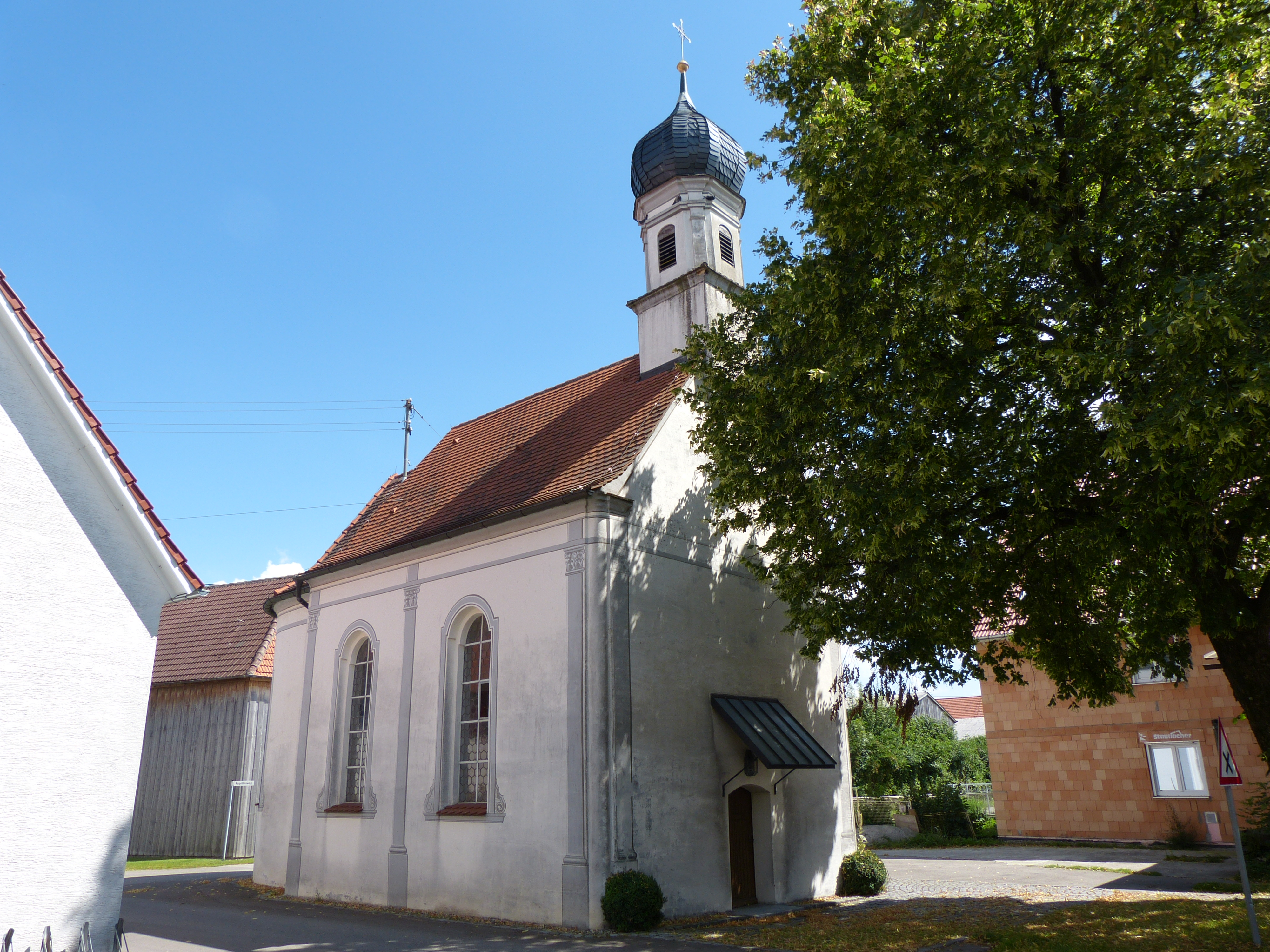
Die Kirche Unserer Lieben Frau in Bronnen, Salgen

Die römisch-katholische Filialkirche Unserer Lieben Frauen befindet sich in Bronnen, einem Ortsteil von Salgen im Landkreis Unterallgäu in Bayern. Die Kirche steht unter Denkmalschutz.

## Geschichte und Baubeschreibung
Die Filialkirche wurde in der Mitte des 18. Jahrhunderts errichtet und ist geostet. Sie besteht aus einem einschiffigen Langhaus mit Flachdecke und abgerundeten Ecken. An dieses schließt sich der eingezogene Chor an. Der Chor ist auf dem Grundriss eines gestelzten Halbkreises errichtet. Auf dem Giebel der Westfassade befindet sich ein Dachreiter mit Zwiebelhaube.

## Innenausstattung
Die Altäre der Filialkirche stammen vom Ende des 17. Jahrhunderts. Die Figuren des Hochaltares und des linken Seitenaltares stammen aus der Mitte des 18. Jahrhunderts. Im Hochaltar befindet sich eine große Figur der Immaculata. Flankiert wird diese von Figuren des hl. Joachim und der hl. Anna. Darunter befindet sich ein Karyatidenengel. Auf dem linken Seitenaltar befindet sich eine Darstellung des hl. Johannes von Nepomuk. Halbfiguren des hl. Dominikus und der hl. Katharina von Siena befinden sich auf Gebälkstücken. Das Altarblatt des rechten Seitenaltares stammt aus dem 17. Jahrhundert und zeigt Jesus Christus als Weltenrichter.
In der Kirche befinden sich kleine Ädikulä aus der Zeit um 1700. In diesen befinden sich Gemälde. Zu sehen sind die Kreuzesvision des hl. Franziskus und im Auszug der hl. Dominikus sowie der hl. Antonius von Padua und im Auszug darüber die Rosenkranzspende an den hl. Dominikus und die hl. Katharina von Siena.
Der Rokokostuck wurde um 1750 geschaffen. Franz Joseph Riggenmann schuf im Jahr 1751 die Fresken der Kirche. Die Fresken zeigen im Chor die Krönung Mariä und seitlich die Evangelisten. Im Langhaus befindet sich das 1911 erneuerte Fresko mit der Darstellung, wie Michael Luzifer stürzt. Kartuschen zeigen Kirchenväter.